# Turtles (videogioco)
Turtles, conosciuto in Giappone come Turpin (ターピン?, Tāpin), è un videogioco arcade del 1981 sviluppato dalla Konami e pubblicato in madrepatria da SEGA e in Nord America da Stern Electronics. Il titolo ebbe quattro conversioni per le seguenti console: Arcadia 2001, PV-1000, Philips Videopac e Adventure Vision.

## Modalità di gioco
In Turtles, il giocatore ha il compito di guidare una tartaruga attraverso un edificio composto da più piani, ognuno dei quali è suddiviso in labirinti controllati da scarafaggi. L'obiettivo è salvare tutte le piccole tartarughe disperse all'interno dell'edificio, fino a raggiungere la cima.
Durante la sessione, il giocatore deve navigare attraverso i labirinti, dove si trovano delle caselle contrassegnate da punti interrogativi. Quando il giocatore passa sopra a una di queste caselle, un cucciolo di tartaruga si arrampica sulla schiena della tartaruga controllata, mentre una casa appare in una posizione casuale sulla mappa. Il compito quindi è portare il cucciolo alla sua casa, evitando gli scarafaggi che possono ostacolare il percorso. In alcune situazioni, gli scarafaggi escono dalle scatole, costringendo il giocatore a fuggire rapidamente.
L'unica azione offensiva disponibile è la possibilità di lanciare bombe, che funzionano come mine per stordire temporaneamente gli scarafaggi. Inoltre, è possibile raccogliere altre bombe al centro del labirinto. Ogni labirinto rappresenta un piano dell'edificio; dopo aver completato otto piani, si assiste a una scena finale in cui le tartarughine seguono il loro salvatore fuori dall'edificio, e il gioco ricomincia dal piano terra.